# Synema viridans
Synema viridans là một loài nhện trong họ Thomisidae.
Loài này thuộc chi Synema. Synema viridans được Richard C. Banks miêu tả năm 1896.